# ジェルソン・サントス・ダ・シウヴァ
ジェルソン・サントス・ダ・シウヴァ（Gerson Santos da Silva、1997年5月20日 - ）は、ブラジル・リオデジャネイロ州ベルフォード・ロッショ出身のサッカー選手。CRフラメンゴ所属。ブラジル代表。ポジションはミッドフィールダー。
左利きのセントラルミッドフィールダーであり、そのテクニックや攻撃センスからポール・ポグバと比較される選手。本職は中盤であるが、右ウイングとしてもプレーする。

## 経歴

### クラブ
地元リオデジャネイロのクラブであるフルミネンセFCのユースチーム出身。2014年8月27日にコパ・スダメリカーナの登録メンバーに選出されトップチームに昇格した。2014年11月12日にはフルミネンセと5年契約を結んだ。2015年2月22日にカンピオナート・カリオカのCRヴァスコ・ダ・ガマ戦に途中出場しトップチームデビュー。3月8日のボタフォゴFR戦で初ゴールを記録。同年5月9日のジョインヴィレEC戦でカンピオナート・ブラジレイロ・セリエAデビュー。2015年シーズンはセリエA16節を消化した8月時点で15試合に出場し3アシストを記録するなど主力に定着。
ユヴェントスFCやアーセナルFCが興味を示し2015年5月にはFCバルセロナが優先交渉権を得るなど獲得に迫っていたが、バルセロナより有利な条件を提示したASローマへ加入した。移籍金は1600万ユーロ+ボーナス100万ユーロ。ジェルソンがヨーロッパ籍を保有しておらずEU圏外選手にあたるため、フルミネンセに1年残留した後2016年夏にローマに加入した。
ローマでのデビューは2016年8月23日のUEFAチャンピオンズリーグ予選プレーオフ2ndレグのFCポルト戦。同年10月15日のSSCナポリ戦でセリエAデビュー。2016-17シーズンはルチアーノ・スパレッティ監督の信頼を得られずセリエAでは4試合130分の出場で無得点に終わり、冬の移籍市場ではリールへのレンタル移籍に近付いたが残留した。2017-18シーズンに就任したエウゼビオ・ディ・フランチェスコの下では中盤だけでなく右ウイングとしてもプレーし、右ウイングとして先発した2017年11月5日のACFフィオレンティーナ戦で移籍後初ゴールを含む2得点を挙げローマの勝利に貢献した。
2018年7月20日、ACFフィオレンティーナへレンタル移籍。
2019年7月12日、CRフラメンゴに移籍し、4年契約を結んだ。移籍金は1180万ユーロで、将来移籍する際の移籍金のうち1180万ユーロの超過分の10パーセント分がローマに支払われる。
2021年6月9日、オリンピック・マルセイユへの移籍が発表された。

### 代表
2014年11月27日に南米ユース選手権に向けたU-20ブラジル代表に選出され、ブラジルの全試合に出場した。

## タイトル
CRフラメンゴ
- カンピオナート・ブラジレイロ・セリエA : 2019
- コパ・リベルタドーレス : 2019